# Gondia Airport
Gondia Airport är en flygplats i Indien.   Den ligger i distriktet Gondiya och delstaten Maharashtra, i den centrala delen av landet, 900 km söder om huvudstaden New Delhi. Gondia Airport ligger 307 meter över havet.
Terrängen runt Gondia Airport är mycket platt. Runt Gondia Airport är det tätbefolkat, med 397 invånare per kvadratkilometer. Närmaste större samhälle är Gondia, 12,3 km sydväst om Gondia Airport. Trakten runt Gondia Airport består till största delen av jordbruksmark.